# Castrisch
Castrisch (, toponimo romancio; in tedesco Kästris, ufficiale fino al 1943, desueto) è una frazione di 389 abitanti del comune svizzero di Ilanz/Glion, nella regione Surselva (Canton Grigioni).

## Storia

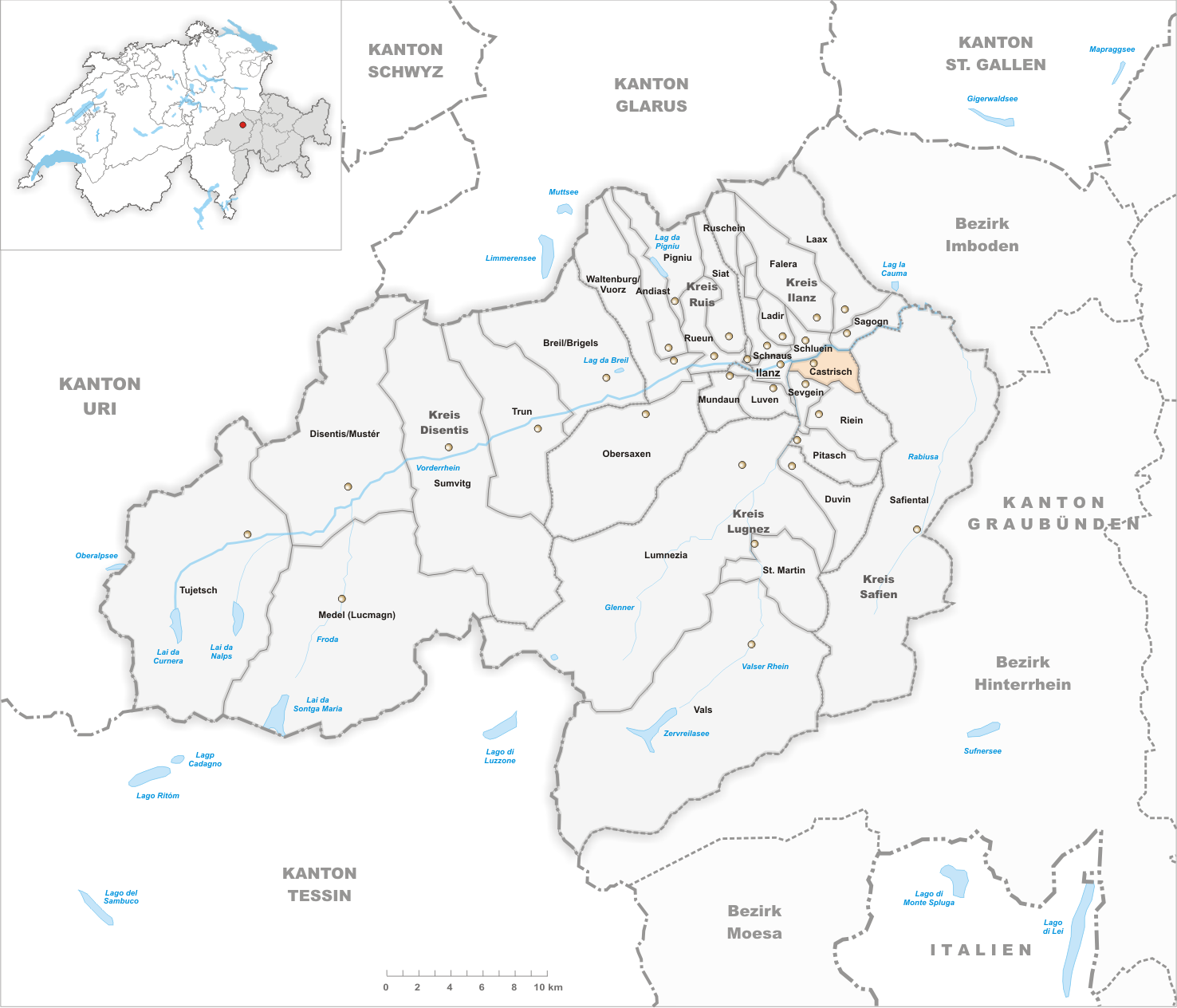
Il territorio del comune di Castrisch prima degli accorpamenti comunali del 2014

Già comune autonomo che si estendeva per 7,19 km², il 1º gennaio 2014 è stato aggregato agli altri comuni soppressi di Duvin, Ilanz, Ladir, Luven, Pigniu, Pitasch, Riein, Rueun, Ruschein, Schnaus, Sevgein e Siat per formare il nuovo comune di Ilanz/Glion.

## Monumenti e luoghi d'interesse
- Chiesa riformata di San Giorgio, attestata dall'840[1];
- Rovine della fortezza di Casti[1].

## Società

### Evoluzione demografica
L'evoluzione demografica è riportata nella seguente tabella:
Abitanti censiti

### Lingue e dialetti
Nel 2000 il 48,5% della popolazione parlava la lingua romancia, il 48,1% la lingua tedesca.

## Infrastrutture e trasporti

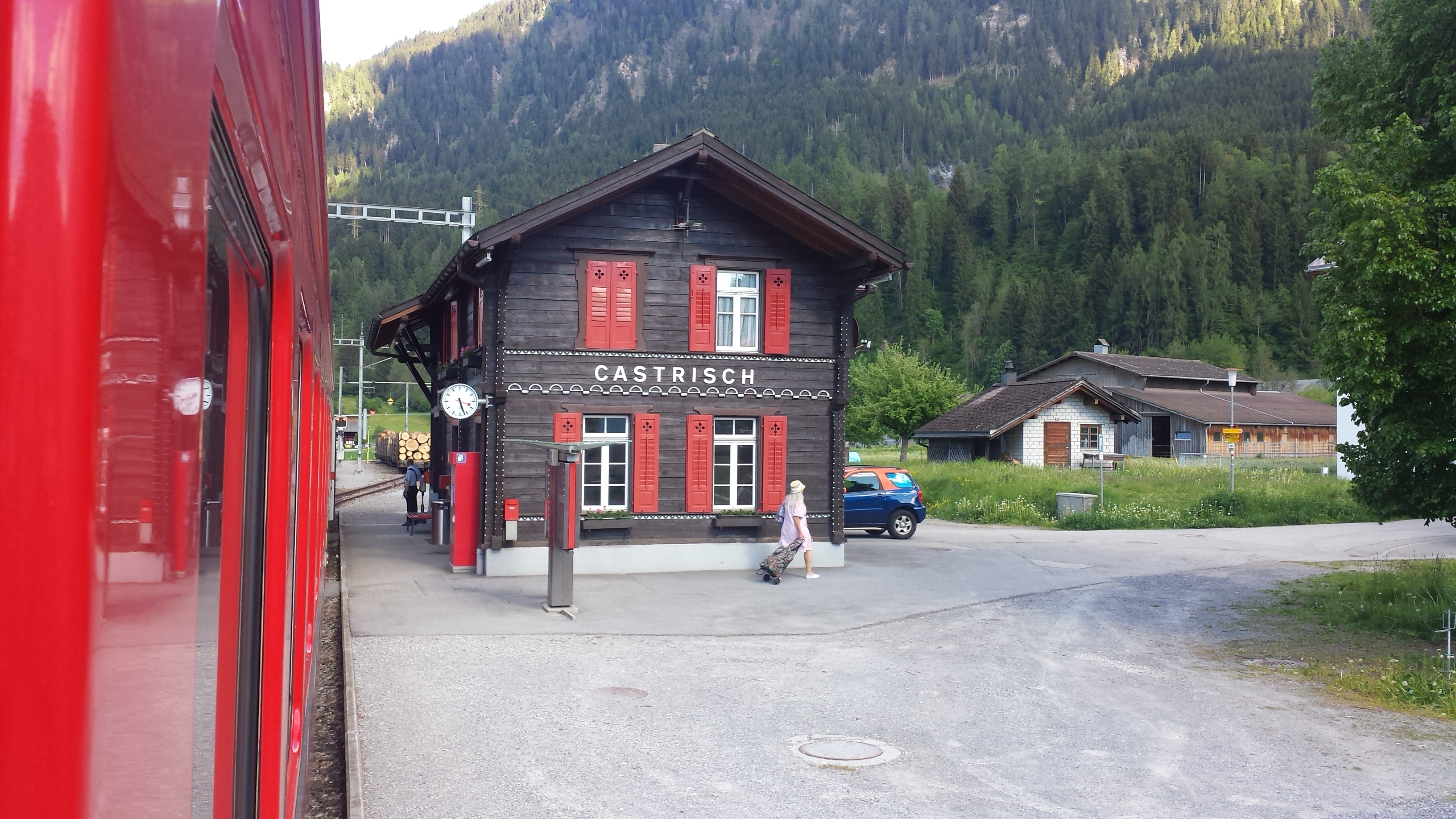
La stazione di Castrisch

Castrisch è servito dall'omonima stazione della Ferrovia Retica (linea Reichenau-Disentis).